# Vina (Foča-Ustikolina, BiH)
Vina su naseljeno mjesto u općini Foči-Ustikolini, Federacija BiH, BiH. Godine 1950. pripojeno mu je naselje Vrbica (Sl.list NRBiH, br.10/50). Vina je popisana kao samostalno naselje na popisu 1961., a na kasnijim popisima ne pojavljuje se, jer je 1962. pripojeno Donjem Žešću (Sl.list NRBiH, br.47/62). Nalazi se na 764 m nadmorske visine.

## Stanovništvo
| Narod     | Popis 1961. |
| --------- | ----------- |
| Hrvati    |             |
| Muslimani | 33          |
| Srbi      | 59          |
| ostali    | 1           |
| Ukupno    | 93          |